# أنبار تبة (آق التين)
أنبار تبة (بالفارسية: انبارتپه) هي قرية تقع في إيران في قسم آق التین الريفي. يقدر عدد سكانها بـ 754 نسمة بحسب إحصاء 2016.